# Pythonaster atlantidis
Pythonaster atlantidis är en sjöstjärneart som beskrevs av A.H. Clark 1948. Pythonaster atlantidis ingår i släktet Pythonaster och familjen Myxasteridae. Inga underarter finns listade i Catalogue of Life.